# Niecino Małe
Niecino Małe (niem. Klein Netzin See) – jezioro w Polsce położone w województwie zachodniopomorskim, w powiecie drawskim, w gminie Drawsko Pomorskie.
Akwen leży na Pojezierzu Drawskim, pomiędzy miejscowościami Borne i Przytoń.